# ヤングレディ
『ヤングレディ』は、かつて講談社が発行していた女性週刊誌である。

## 概要
- 1963年に創刊した。第1号の表紙は当時ファッションモデルで、後に指揮者・小澤征爾の妻となった入江美樹[1]である。かつては芸能リポーターである梨元勝が在籍していた[1]。
- 松本清張の小説「風炎」（1964年7月6日号から1965年8月23日号、「殺人行おくのほそ道」に改題）が連載された[2]が、1987年に廃刊した。これ以降、講談社は女性週刊誌を創刊していない[1]。
- コダックフォトギャラリーで2012年3月2日から3月8日まで「佐々木恵子写真展」を開催した。内容は1964年から1972年までほとんどがヤングレディで撮影された写真だった[3]。